# يوردانس دسباينه
يوردانس دسباينه مواليد 12 فبراير 1980، هو ملاكم محترف كوبي يصنف ضمن فئة الوزن الثقيل. شارك في دورة الألعاب الأولمبية الصيفية سنة 2004. حقق الميدالية الفضية في دورة الألعاب الأمريكية 2003.

## إحصائيات
خاض خلال مسيرته 11 نزالا، فاز في 9 ولم يتعادل وخسر في 2. فاز بالضربة القاضية في 4 نزالا.

## الميداليات
| الميدالية | المسابقة                    |
| --------- | --------------------------- |
| فضية      | دورة الألعاب الأمريكية 2003 |

## روابط خارجية
- يوردانس دسباينه على موقع بوكس ريك (الإنجليزية) (registration required)
- يوردانس دسباينه على موقع أوليمبيديا (الإنجليزية)